# Nariman Dželal
Nariman Dželal (* 27. dubna 1980, Navoiy, Uzbecká SSR, Sovětský svaz) je první místopředseda Medžlisu Krymských Tatarů, novinář a aktivista.
Dne 21. září 2022 ho Ruskem kontrolovaný Nejvyšší soud Krymu odsoudil k 17 letům vězení a pokutě 700 tisíc rublů.

## Život
Dželal se narodil 27. dubna 1980 v Uzbekistánu ve městě Navoiy. Když mu byly čtyři roky, rodina se přestěhovala do města Džankoj na Krymu. Vystudoval politologii na Oděské národní univerzitě.
V listopadu 2013 se Dželal stal zástupcem Refata Čubarova, předsedy krymskotatarského Medžlisu.
V srpnu 2021 se Nariman účastnil mezinárodního summitu Krymské platformy v Kyjevě. Po návratu domů byl v září zadržen.
FSB držela Narimana v poutech a s pytlem přes hlavu, vyvíjela na něj psychický nátlak a podrobila ho krutému zacházení. Později vydala prohlášení, že Dželal je podezřelý z účasti na výbuchu plynovodu, ke kterému došlo 23. srpna 2021 u krymského města Simferopol.
Dne 21. září 2022 Rusy kontrolovaný Nejvyšší soud Krymu uznal Dželala vinným ze sabotáže a odsoudil ho k 17 letům vězení a pokutě 700 tisíc rublů. Soud akceptoval svědectví třech tzv. utajených svědků, což je v Rusku v politických případech běžná praxe. „FSB tak může vykonstruovat prakticky cokoli,“ uvedl Dželalův advokát Nikolaj Polozov, podle kterého má rozsudek vystrašit další odpůrce anexe Krymu.

## Ocenění
- zahraniční cena Příběhů bezpráví, udělená lidskoprávní organizací Člověk v tísni[4]